# 賽風
赛风（英語：Psiphon），民间早期译作白凤或彩虹，是一款使用安全通信和混淆技术（VPN、SSH以及HTTP代理）来突破网络审查的自由及开放源代码软件。Psiphon集中管理分布在全球数千台的代理服务器，采用面向性能的单跳和多跳架构。
Psiphon是专门为那些被认为是“互联网的敌人”的国家的用户提供支持。代码库由Psiphon, Inc.开发和维护。该公司的运营旨在帮助互联网用户安全地绕过政府用于对互联网审查的内容过滤系统和技术。
Psiphon 1.0的最初概念是由多伦多大学的Citizen Lab开发的，它建立在前几代网络代理软件系统的基础上，例如“安全网”和“匿名者”系统。
2007年，Psiphon, Inc.作为一家独立的安大略公司成立，目的是开发审查规避系统和技术。Psiphon, Inc.和位于多伦多大学蒙克国际研究中心的Citizen Lab偶尔通过Psi-Lab合作伙伴关系合作研究项目。
Psiphon目前包含三个独立但相关的开源软件项目：
- 3.0 – 基于雲端運算的运行时隧道系统。[5]
- 2.0 – 基于雲端運算的安全代理系统。[6]
- 1.0 –  基于家用或私人服务器（Citizen Lab于2004年发布，2006年重新编写并发布）。 Psiphon, Inc.或Citizen Lab已不再支持Psiphon 1.X[7]

## 历史
Psiphon最初的概念是设计一个易于使用且轻量级的互联网代理，可以由个人计算机用户安装和操作，然后给身处在互联网被审查的国家的朋友和家人提供私人连接。根据Nart Villeneuve的说法“这个想法是让（用户）在他们的计算机上安装它，然后通过他们知道最安全的方式将该环境的位置传递给过滤国家的人们。 我们正在努力建立的是相互了解的人之间的信任网络，而不是人们可以利用的大型技术网络。”Citizen Lab于2006年12月1日以开源软件的方式发布Psiphon 1.0。
2007年初，Psiphon, Inc.作为一家独立于Citizen Lab和多伦多大学的加拿大公司成立。原始代码（1.6）根据GNU通用公共许可证提供。2008年，Psiphon被法国参议院授予Netexplorateur奖。2009年，Psiphon因查禁目錄被经济学人评为最佳新媒体奖。2011年，Psiphon 1.X正式退役，不再获得Psiphon, Inc.或Citizen Lab的支持。
2008年，Psiphon, Inc.通过Internews运营的SESAWE（开放互联网）项目获得了两项次级补助金。资金来源来于欧洲议会和美国国务院的互联网自由计划，由美國國務院民主人權勞工局（DRL管理。这些拨款的目的在于将Psiphon作为反审查解决方案，能够支持大量不同地区的用户。核心开发团队包括一批拥有经验丰富的安全和加密软件工程师，他们曾经还开发了一个安全的文档管理系统Ciphershare。
2010年，Psiphon, Inc.开始为美国广播理事会（今美国国际媒体署）、美国国务院和英国广播公司提供服务。Psiphon, Inc.于2015年起，以商业运营产生的收入为基础进行运营。
2012年，Psiphon, Inc.开始开发Psiphon 3的移动版本，适用于Android手机。

## 原理

### Psiphon 1
Psiphon 1 的工作原理由以下三步构成：
1. 生活在被网络审查的国家或地區的服务提供者在自己的电脑上安装赛风软件，使该电脑成为“赛风服务节点”（psiphonode），通過互联网提供代理访问服务。
2. 赛风软件会生成一个网址、用户名、密码。服务提供者以某种安全的方式（如电话、信件、电子邮件等），将该网址、用户名和密码告诉处于严格网络监控的国家或地区中的赛风用户。
3. 赛风用户连接到互联网后访问该网址，浏览器会提示输入用户名及密码。输入之后，赛风用户的电脑即可通过赛风服务节点访问任意网站。由于连接协议为“https”，因此在审查者的眼中，赛风用户访问任何网站的行为，都只是以加密的形式访问了赛风服务节点，因此较难以被发现和拦截。

### Psiphon 3
Psiphon 3使用VPN, SSH和HTTP还有socks进行代理，用户直接运行软件即可，赛风的服务器均有可信的证书来保证用户能连接到正确的服务器，并且赛风在世界上的多个国家或地区设置了服务器。

## 被封锁状况

### 中国
- 从2017年起，Amazon S3服务部分IP地址在中国大陆被屏蔽，因此中国大陆的Psiphon用户在初次连接时可能无法正常获取服务器列表。 [16]
- 较新版本的移动端软件提供NFC功能，可以让能够连接的用户帮助不能连接的用户寻找服务器。

## 安全性争议
已经存在的高级技术可以探测加密流量并获得相关信息，即“流量指纹识别”技术。因此，该软件并不能保证匿名。如果追求匿名，应该使用Tor。

## 隐私政策
赛风会收集用户的部分隐私信息，如使用何种协议进行连接、设备连接时长、传输了多少字节的数据、用户来自哪个国家的哪座城市并使用哪家ISP的服务。

## 参阅
- 信息自由
- 互联网审查
- 翻墙
- 代理服务器